# Marianne Mosa
Marianne Mosa, bürgerlich Marianne Hering-Mosa, auch Marianne Mosar, (* ca. 1940) ist eine deutsche Schauspielerin, Synchronsprecherin, Hörfunkmoderatorin und Hörspielsprecherin.

## Leben und Karriere
Marianne Mosa studierte zunächst Germanistik und Philosophie an der Freien Universität Berlin, bevor sie dort über die Studentenbühne in Kontakt mit dem Schauspiel kam. In einer Krippenaufführung wurde sie von Regisseur Heinrich Koch entdeckt, der sie als Oberspielleiter an die Städtischen Bühnen nach Frankfurt holte. Ein Jahr später 1958 heiratete sie in Stuttgart-Obertürkheim den deutschen Schriftsteller Gerhard F. Hering (1908–1996), den sie während dessen Wirken als Regisseur und Chefdramaturg am Staatstheater in Stuttgart kennenlernte. Sie verabschiedete sich vorerst vom Theater und wandte sich als Schauspielerin dem Film, dem Fernsehen und dem Hörspiel zu. Nach einem Vorsprechen beim WDR in Köln startete sie eine langjährige Hörspielsprecherinnenkarriere mit Beiträgen in zahlreichen Rundfunkanstalten Deutschlands. Für das Tonstudio Braun war sie als Sprecherin für die Bastei-Lübbe Erfolgsserie Geisterjäger John Sinclair tätig. Darüber hinaus arbeitete sie als Hörfunkmoderatorin beim Radio, so moderierte sie mit Gala eine eigene Sendung am Sonntagabend im Süddeutschen Rundfunk.
In den 1950er und 1960er Jahren lieh sie ihre Stimme in über 60 Filmsynchronarbeiten vielen namhaften internationalen Schauspielerinnen im Kino, darunter Stars wie Claudia Cardinale, Jean Seberg, Judy Garland, Susannah York, Faye Dunaway, oder Anne Bancroft.
In dieser Zeit sah man sie auch als Schauspielerin in einigen wenigen ausgewählten Film- und Fernsehrollen, unter anderem 1957 in dem Fernsehfilm von Hannes Tannert Ihr 106. Geburtstag, 1961 in Rainer Wolffhardts Inszenierung von Schweyk im zweiten Weltkrieg, 1963 in der Fernsehfilmproduktion Der arme Bitos... oder Das Diner der Köpfe von Regisseur Peter Beauvais oder 1965 in Hans Quests Fernsehfilmkomödie Immer und noch ein Tag. In den 1990er Jahren folgten Gastrollen in der Reihe Tatort und Polizeiruf 110.

## Filmografie (Auswahl)
- 1955: Das Sandmännchen
- 1957: Ihr 106. Geburtstag (Fernsehfilm)
- 1961: Jürgen Trahnke (Fernsehfilm)
- 1961: Schweyk im zweiten Weltkrieg (Fernsehfilm)
- 1962: Um Mitternacht (Fernsehfilm)
- 1963: Der arme Bitos... oder Das Diner der Köpfe (Fernsehfilm)
- 1965: Immer und noch ein Tag (Fernsehfilm)
- 1965: Krimi-Quiz – Amateure als Kriminalisten (Fernsehserie, 1 Episode)
- 1993: Tatort: Renis Tod (Fernsehreihe)
- 1995: Tatort: Mordnacht
- 1997: Polizeiruf 110: Feuertod (Fernsehreihe)

## Hörspiele (Auswahl)
- 1961: Evelyn Waugh: Humor der Völker (England): Schwache Geschöpfe (Nina) – Regie: Ludwig Cremer (Hörspielbearbeitung – WDR)
- 1962: Jean Marsus: Das verlorene Meisterbild (Hélène de La Morville) – Regie: Wolfgang Spier (Hörspiel – WDR)
- 1963: Christian Bock, Herbert Reinecker: Vater braucht eine Frau (Fräulein Helwig) – Regie: Otto Düben (Original-Hörspiel – SDR)
- 1964: Michael Corston, Ronald Holroyd: Aus Studio 13: Mord in den Wolken – Regie: Heinz Schimmelpfennig (Original-Hörspiel, Kriminalhörspiel – SDR)
- 1964: Francis Durbridge: Aus Studio 13: Nur über meine Leiche! (Sheila Nelson) – Regie: Hans Quest (Original-Hörspiel, Kriminalhörspiel – WDR)
- 1964: Ernst Hall: Glocken des Todes (6 Teile) (Kerima Mitchell) – Regie: Rolf von Goth (Hörspielbearbeitung, Kriminalhörspiel – WDR)
- 1965: Lew Tolstoi: Krieg und Frieden (10 Teile) (Sonja) – Bearbeitung und Regie: Gert Westphal (Hörspielbearbeitung – WDR)
- 1966: Dorothy L. Sayers: Glocken in der Neujahrsnacht (4 Teile) (Hilary Thorpe) – Regie: Otto Kurth (Hörspielbearbeitung, Kriminalhörspiel – BR)
- 1967: Christian August Vulpius: Rinaldo Rinaldini oder Der Räuberhauptmann. Romantische Geschichte (7 Teile) (Dianora) – Bearbeitung und Regie: Friedhelm Ortmann (Hörspielbearbeitung – WDR)
- 1968: Thomas Wolfe: Das Herrenhaus (Das Herrschaftshaus) (Margaret) – Regie: Ferry Bauer (Hörspielbearbeitung – ORF Oberösterreich)
- 1968: Lew Tolstoi: Anna Karenina (6 Teile) (Prinzessin Kitty Schtscherbazkaja) – Regie: Ludwig Cremer (Hörspielbearbeitung – WDR)
- 1969: Martin Walser: Welche Farbe hat das Morgenrot? (Ansagerin/Chor) – Regie: Oswald Döpke (Original-Hörspiel – HR)
- 1970: Ray Bradbury: Fahrenheit 451 (5 Teile) (Mildred, Guy Montags Frau) – Regie: Günther Sauer (Hörspielbearbeitung, Science-Fiction-Hörspiel – WDR)
- 1970: Manfred Hausmann: Liebende leben von der Vergebung – Regie: Ferry Bauer (Hörspielbearbeitung – ORF Oberösterreich)
- 1971: Heinrich Mann: Der Untertan (6 Teile) (Magda) – Regie: Ludwig Cremer (Hörspielbearbeitung – WDR)
- 1972: Willi Wegener: Treffpunkt Niagara-Fälle – Regie: Klaus Groth (Kriminalhörspiel – SR)
- 1973: Hans Kasper: Prozesse der Zukunft: 17. Mai 1993 - 17.22 Uhr oder Attentat auf die Atmosphäre. Ein Science-Fiction-Krimi (Präsidentin) – Redaktion und Regie: Werner Klein (Original-Hörspiel – HR)
- 1974: Stanisław Lem: Science Fiction als Radiospiel: Rückkehr zur Erde (Tarrit) – Regie: Andreas Weber-Schäfer (Hörspielbearbeitung – SDR)
- 1975: Jens Hagen, Gerd Wollschon: Goodbye GI – Ein Song für Frank (Di) – Regie: Günther Sauer (Original-Hörspiel – HR/WDR)
- 1976: Bernd Roewer: Die Hörbude: Kommissar Kadzand macht das schon ... (Folge: So tot, toter geht's nicht) – Regie: Thomas Köhler (Original-Hörspiel, Kriminalhörspiel – SWF)
- 1977: Hans Kasper: Nebel, das flüssige Haus. Eine kriminelle Ehe – Regie: Werner Klein (Original-Hörspiel, Kriminalhörspiel –HR)
- 1978: Jean Bolinder: Waterloo (4 Teile) (Birgit Persson) – Regie: Bernd Lau (Original-Hörspiel, Kriminalhörspiel – SWF)
- 1979: Hans Magnus Enzensberger: Der Untergang der Titanic. Eine Komödie (Stimme) – Bearbeitung und Regie: Horst H. Vollmer (Hörspielbearbeitung – HR/BR/SDR)
- 1980: Maj Sjöwall, Per Wahlöö: Die Terroristen (2 Teile) (Nielsen) – Regie: Klaus Wirbitzky (Hörspielbearbeitung, Kriminalhörspiel – WDR/SWF)
- 1981: Dominique-André Kergal: Neue Szenen aus dem zukünftigen Leben (Caroline) – Regie: Sylvia Molzer (Hörspielbearbeitung, Science-Fiction-Hörspiel – HR/SR)
- 1982: Helmut Schulz: Das Schiff nach Samarkand (Edith) – Regie: Peter Michel Ladiges (Hörspiel – SWF)
- 1983: David Mamet: Das Jahrhundert des Fortschritts oder Die Erfindung des Wassermotors (Kettenbrief) – Regie: Peter Michel Ladiges (Original-Hörspiel – SWF/WDR)
- 1984: Alfred Andersch: Mein Verschwinden in Providence (Eliza Dorrance) – Bearbeitung und Regie: Hermann Naber (Hörspielbearbeitung – SWF)
- 1985: Thomas Kirdorf: Science Fiction: Die Sache (Sprecherin) – Regie: Bernd Lau (Science-Fiction-Hörspiel – HR/SDR)
- 1986: Wolfram Wessels: Die menschliche Stimme – 40 Jahre Hörspiel im SWF – Regie: Johannes Hertel (Hörspiel (Soirée) – SWF)
- 1987: Astrid Lindgren: Immer dieser Michel (4 Teile) (Mutter) – Regie: Carola Preuß (Hörspielbearbeitung, Kinderhörspiel – HR/SFB/RB/SDR)
- 1988: Detlef Wolters: Arbeit macht high (Monika) – Regie: Günther Sauer (Hörspiel – HR)
- 1989: Henry Myers: Sam (Erste Dame bei Mrs. Winters) – Regie: Ursula Langrock (Hörspiel – SWF)
- 1990: Julie-Anne Ford: Aus Studio 13: Nach dem Mord (Hilda Canning) – Regie: Dieter Eppler (Original-Hörspiel, Kriminalhörspiel – SDR)
- 1991: Peter Loibl: Die Mausefalle – Regie: Sigurd König (Kriminalhörspiel, Kurzhörspiel – SDR)
- 1992: Verena Kuus, Regine Puscher: Schüler machen Umweltradio : Sonntagsausflug der Familie Fisch – Regie: Burkhard Schmid (Kurzhörspiel – HR)
- 1993: Christine Grän: Anna Marx und der Staatssekretär (Monika Gellhaus) – Regie: Walter Adler (Original-Hörspiel, Kriminalhörspiel – SWF/WDR)
- 1994: Philippe Soupault: Die Wunder der Mademoiselle Stella. Vaudeville in 4 Akten und einem Prolog (Mme. Longeron) – Regie: Stefan Dutt (Hörspielbearbeitung – SR)
- 1995: Peter Meisenberg: Happy End (Schwester) – Regie: Ulrich Lampen (Original-Hörspiel, Kriminalhörspiel – SWF)
- 1996: Fay Weldon: Harte Zeiten für Väter (Mrs. Oliphant) – Regie: Stefan Dutt (Original-Hörspiel – SR)
- 1997: Said: Landschaften einer Mutter (Stewardess) – Bearbeitung und Regie: Peter Michel Ladiges (Hörspielbearbeitung – NDR/SWF)
- 1999: Donna Leon: Sanft entschlafen (2 Teile) – Regie: Hans Gerd Krogmann (Hörspielbearbeitung, Kriminalhörspiel – WDR/Deutschlandradio/SWR)
- 2012: Madeleine Giese: Radio-Tatort: Der Lachende Tod (Adelheid Nerlich) – Regie: Stefan Dutt (Original-Hörspiel, Kriminalhörspiel – SR)
- 2017: H. G. Wells: Gruselkabinett 123: Die Zeitmaschine (Mrs. Watchett) – Regie: Stephan Bosenius; Marc Gruppe (Hörspielbearbeitung, Science-Fiction-Hörspiel – Titania Medien)

## Auszeichnungen
- 2017: Preisträger Hörkulino für Das kleine Mädchen mit den Schwefelhölzern von Hans Christian Andersen (Sprecher: Marianne Mosa, Maximiliane Häcke, Peter Weis, Christian Stark u. v.)